# Pseudogiria polita
Pseudogiria polita là một loài bướm đêm trong họ Noctuidae.